# Poiana, Vrancea
Poiana este un sat în comuna Vrâncioaia din județul Vrancea, Moldova, România.

## Etimologie
Se remarcă frecvența în toate regiunile a toponimelor Poiana, folosite singure sau cu determinative, și a derivatelor Poienari, Poienița, Poienărie. Mai mult, în valea superioară a Putnei, relieful specific depresiunii submontane, cu păduri dese în care sunt poieni („locuri lipsite de vegetație lemnoasă din interiorul pădurilor”) justifică existența localității cu acest nume. În afara toponimului înregistrat oficial Poiana, există nenumărate denumiri topice neoficiale din hotarele satelor din Valea Putnei ce conțin termenul poiana, împreună cu determinative.

## Istoric
Locuitorii satului Poiana, atestat documentar în 1694, au avut ca îndeletniciri, pe lângă agricultură, creșterea animalelor, și comerțul cu humă, extrasă din pârâul Pețic.
Localitatea este cunoscută datorită ceretărilor arheologice desfășurate de Vasile Pârvan. Acesta a identificat la NV de sat, pe dealul Cetățuia, urmele unei cetăți cu numeroase vestigii grecești și romane. Pe lângă această cetățuie trecea un drum folosit de romani, care lega Dacia (castrul Angustia) de Dobrogea (Moesia).

## Transport
- DN72